# هوارد تشيس
هوارد تشيس (بالإنجليزية: Howard Chase)‏ هو مهندس بريطاني، ولد في 17 نوفمبر 1954.